# Mistrzostwa Austrii w skokach narciarskich
Mistrzostwa Austrii w skokach narciarskich – rozgrywane corocznie zawody sportowe, mające na celu wyłonienie najlepszych skoczków narciarskich w Austrii.
Pierwsze mistrzostwa Austrii rozegrano w 1907, gdy kraj wchodził jeszcze w skład Austro-Węgier. Przed II wojną światową zawody odbywały się nieregularnie i miały charakter międzynarodowy, z zawodnikami spoza Austrii zdobywającymi medale. Od 1947 mistrzostwa rozgrywane są raz w sezonie, a medalistami są wyłącznie reprezentanci Austrii.
Początkowo rozgrywany był jeden konkurs indywidualny mężczyzn. Od sezonu 1977/1978 odbywają się dwa: na skoczni dużej i normalnej. Od sezonu 2000/2001 rozgrywane są również zawody kobiet, a od 2010 – konkurs drużynowy mężczyzn. Co najmniej od 2000 mistrzostwa rozgrywane są w letniej części sezonu, na igelicie.

## Mężczyźni, indywidualnie
| Data      | Miejsce       | Złoty medal        | Srebrny medal    | Brązowy medal     |
| --------- | ------------- | ------------------ | ---------------- | ----------------- |
| 1907      |               | Bruno Biehler      |                  |                   |
| 1908      |               | Bruno Biehler      |                  |                   |
| 1909      |               | O. Blich           |                  |                   |
| 1910      |               | Franz Buchberger   |                  |                   |
| 1911      |               | Max Rucker         |                  |                   |
| 1912      |               | Lauritz Bergendahl |                  |                   |
| 1913      |               | Baader             |                  |                   |
| 1914      |               | Oliver Perry Smith |                  |                   |
| 1915–1922 | nie rozegrano | nie rozegrano      | nie rozegrano    | nie rozegrano     |
| 1923      |               | H. Mayringer       |                  |                   |
| 1924      |               | Vinzenz Buchberger |                  |                   |
| 1925      |               | Adolf Putz         |                  |                   |
| 1926      |               | Karl Strahal       |                  |                   |
| 1927      |               | Walter Glass       |                  |                   |
| 1928      |               | Max Bader          |                  |                   |
| 1929–1930 | nie rozegrano | nie rozegrano      | nie rozegrano    | nie rozegrano     |
| 1931      |               | Hannes Schroll     |                  |                   |
| 1932      |               | Karl Cordin        |                  |                   |
| 1933      | nie rozegrano | nie rozegrano      | nie rozegrano    | nie rozegrano     |
| 1934      |               | Josef Gumpold      |                  |                   |
| 1935      |               | Rudolf Hrabie      |                  |                   |
| 1936      |               | Gainschegg         |                  |                   |
| 1937–1946 | nie rozegrano | nie rozegrano      | nie rozegrano    | nie rozegrano     |
| 1947      |               | Josef Bradl        |                  |                   |
| 1948      |               | Josef Bradl        |                  |                   |
| 1949      |               | Paul Ausserleitner |                  |                   |
| 1950      |               | Rudi Dietrich      |                  |                   |
| 1951      |               | Josef Bradl        |                  |                   |
| 1952      |               | Josef Bradl        |                  |                   |
| 1953      |               | Josef Bradl        |                  |                   |
| 1954      |               | Josef Bradl        |                  |                   |
| 1955      |               | Walter Habersatter |                  |                   |
| 1956      |               | Josef Bradl        |                  |                   |
| 1957      |               | Peter Müller       |                  |                   |
| 1958      |               | Otto Leodolter     |                  |                   |
| 1959      |               | Otto Leodolter     |                  |                   |
| 1960      |               | Willi Egger        |                  |                   |
| 1961      |               | Otto Leodolter     |                  |                   |
| 1962      |               | Otto Leodolter     |                  |                   |
| 1963      |               | Willi Egger        |                  |                   |
| 1964      |               | Baldur Preiml      |                  |                   |
| 1965      |               | Baldur Preiml      |                  |                   |
| 1966      |               | Sepp Lichtenegger  |                  |                   |
| 1967      |               | Sepp Lichtenegger  |                  |                   |
| 1968      | Semmering     | Sepp Lichtenegger  | Reinhold Bachler | Baldur Preiml     |
| 1969      | Schwarzach    | Ernst Kröll        | Willi Schuster   | Sepp Lichtenegger |
| 1970      | Bad Aussee    | Sepp Lichtenegger  | Ernst Kröll      | Reinhold Bachler  |
| 1971      | Andelsbuch    | Reinhold Bachler   | Max Golser       | Ernst Kröll       |
| 1972      | Feldkirchen   | Hans Millonig      | Hans Wallner     | Karl Schnabl      |
| 1973      | Seefeld       | Sepp Lichtenegger  | Rudolf Wanner    | Reinhold Bachler  |
| 1974      | Feldkirchen   | Willi Pürstl       | Alfred Pungg     | Edi Federer       |
| 1975      | Andelsbuch    | Karl Schnabl       | Reinhold Bachler | Hans Millonig     |
| 1976      | Bad Goisern   | Karl Schnabl       | Hans Wallner     | Rudolf Wanner     |
| 1977      | Schwarzach    | Karl Schnabl       | Alfred Pungg     | Klaus Tuchscherer |

## Mężczyźni, skocznia duża
| Data       | Miejsce             | Złoty medal           | Srebrny medal         | Brązowy medal              |
| ---------- | ------------------- | --------------------- | --------------------- | -------------------------- |
| 1978       | Murau               | Klaus Tuchscherer     | Karl Schnabl          | Alois Lipburger            |
| 1979       | Murau               | Klaus Tuchscherer     | Willi Pürstl          | Hans Millonig              |
| 1980       | Villach             | Hubert Neuper         | Armin Kogler          | Hans Wallner               |
| 1981       | Bad Goisern         | Armin Kogler          | Hubert Neuper         | Hans Wallner               |
| 1982       | Absam               | Alfred Groyer         | Armin Kogler          | Hans Wallner               |
| 1983       | Admont/Hall         | Hans Wallner          | Hubert Neuper         | Armin Kogler               |
| 1984       | Feldkirchen         | Manfred Steiner       | Ernst Vettori         | Hubert Neuper Adolf Hirner |
| 1985       | Schwarzach/St. Veit | Ernst Vettori         | Raimund Resch         | Bernhard Zauner            |
| 1986       | Breitenwang         | Ernst Vettori         | Raimund Resch         | Andreas Felder             |
| 1987       | Saalfelden          | Andreas Felder        | Ernst Vettori         | Franz Neuländtner          |
| 1988       | Murau               | Günther Stranner      | Klaus Sulzenbacher    | Paul Erat                  |
| 1989       | nie rozegrano       | nie rozegrano         | nie rozegrano         | nie rozegrano              |
| 1990       | Kleinwalsertal      | Werner Haim           | Andi Rauschmeier      | Ernst Vettori              |
| 1991       |                     | Stefan Horngacher     | Andi Rauschmeier      | Franz Neuländtner          |
| 1992       | Bischofshofen       | Heinz Kuttin          | Andreas Felder        | Ernst Vettori              |
| 1993       | Stams               | Werner Rathmayr       | Andreas Goldberger    | Christian Moser            |
| 1994       | Murau               | Andreas Goldberger    | Christian Moser       | Heinz Kuttin               |
| 1995       | Stams               | Andreas Goldberger    | Martin Höllwarth      | Christian Reinthaler       |
| 1996       | Bischofshofen       | Martin Höllwarth      | Matthias Wallner      | Werner Rathmayr            |
| 1997       | Stams               | Martin Höllwarth      | Andreas Widhölzl      |                            |
| 1998       | Murau               | Andreas Widhölzl      | Martin Höllwarth      | Mario Stecher              |
| 1999       | Stams               | Andreas Widhölzl      | Andreas Goldberger    | Wolfgang Loitzl            |
| 2000       | nie rozegrano       | nie rozegrano         | nie rozegrano         | nie rozegrano              |
| 2000/2001  | Stams               | Martin Koch           | Andreas Widhölzl      | Wolfgang Loitzl            |
| 2001       | Stams               | Andreas Widhölzl      | Martin Höllwarth      | Andreas Goldberger         |
| 13.10.2002 | Villach             | Martin Höllwarth      | Stefan Thurnbichler   | Andreas Goldberger         |
| 19.10.2003 | Innsbruck           | Martin Höllwarth      | Christian Nagiller    | Thomas Morgenstern         |
| 17.10.2004 | Bischofshofen       | Florian Liegl         | Andreas Kofler        | Andreas Widhölzl           |
| 16.10.2005 | Innsbruck           | Thomas Morgenstern    | Wolfgang Loitzl       | Andreas Kofler             |
| 15.10.2006 | Bischofshofen       | Gregor Schlierenzauer | Andreas Widhölzl      | Wolfgang Loitzl            |
| 20.10.2007 | Oberstdorf          | Gregor Schlierenzauer | Andreas Kofler        | Wolfgang Loitzl            |
| 19.10.2008 | Bischofshofen       | Gregor Schlierenzauer | Martin Koch           | Andreas Kofler             |
| 18.10.2009 | Innsbruck           | Gregor Schlierenzauer | Thomas Morgenstern    | Andreas Kofler             |
| 08.10.2010 | Bischofshofen       | Thomas Morgenstern    | Michael Hayböck       | Manuel Fettner             |
| 07.10.2011 | Bischofshofen       | Gregor Schlierenzauer | Thomas Morgenstern    | Manuel Fettner             |
| 05.10.2012 | Bischofshofen       | Wolfgang Loitzl       | Gregor Schlierenzauer | Thomas Morgenstern         |
| 06.10.2013 | Innsbruck           | Andreas Kofler        | Gregor Schlierenzauer | Michael Hayböck            |
| 09.10.2014 | Innsbruck           | Stefan Kraft          | Michael Hayböck       | Andreas Kofler             |
| 23.10.2015 | Bischofshofen       | Michael Hayböck       | Stefan Kraft          | Andreas Kofler             |
| 13.10.2016 | Bischofshofen       | Manuel Fettner        | Stefan Kraft          | Michael Hayböck            |
| 07.10.2017 | Bischofshofen       | Michael Hayböck       | Gregor Schlierenzauer | Stefan Kraft               |
| 11.10.2018 | Bischofshofen       | Daniel Huber          | Michael Hayböck       | Philipp Aschenwald         |
| 2019       | nie rozegrano       | nie rozegrano         | nie rozegrano         | nie rozegrano              |
| 27.09.2020 | Bischofshofen       | Philipp Aschenwald    | Michael Hayböck       | Thomas Lackner             |
| 17.10.2021 | Innsbruck           | Daniel Huber          | Jan Hörl              | Stefan Kraft               |
| 16.10.2022 | Bischofshofen       | Manuel Fettner        | Daniel Tschofenig     | Michael Hayböck            |
| 12.10.2023 | Bischofshofen       | Daniel Tschofenig     | Stefan Kraft          | Manuel Fettner             |
| 13.10.2024 | Bischofshofen       | Michael Hayböck       | Jonas Schuster        | Clemens Aigner             |

## Mężczyźni, skocznia normalna
| Data       | Miejsce             | Złoty medal                         | Srebrny medal       | Brązowy medal            |
| ---------- | ------------------- | ----------------------------------- | ------------------- | ------------------------ |
| 1978       | Schwarzach          | Karl Schnabl                        | Alfred Pungg        | Klaus Tuchscherer        |
| 1979       | Andelsbuch          | Willi Pürstl                        | Hans Millonig       | Edi Federer              |
| 1980       | Villach             | Toni Innauer                        | Alfred Groyer       | Klaus Tuchscherer        |
| 1981       | Bad Goisern         | Alfred Groyer                       | Armin Kogler        | Hubert Neuper            |
| 1982       | Absam               | Alfred Groyer                       | Hans Wallner        | Armin Kogler             |
| 1983       | Admont/Hall         | Hubert Neuper                       | Hans Wallner        | Armin Kogler             |
| 1984       | Feldkirchen         | Manfred Steiner                     | Andreas Felder      | Alfred Groyer            |
| 1985       | Schwarzach/St. Veit | Raimund Resch                       | Ernst Vettori       | Armin Kogler             |
| 1986       | Breitenwang         | Andreas Felder                      | Ernst Vettori       | Raimund Resch            |
| 1987       | Saalfelden          | Ernst Vettori                       | Andreas Felder      | Adolf Hirner             |
| 1988       | Murau               | Günther Stranner                    | Werner Haim         | Andi Rauschmeier         |
| 1989       | St. Aegyd           | Werner Haim                         | Günther Stranner    | Franz Neuländtner        |
| 1990       | Kleinwalsertal      | Andi Rauschmeier                    | Klaus Huber         | Andreas Felder           |
| 1991       |                     | Andi Rauschmeier                    | Andreas Felder      | Stefan Horngacher        |
| 1992       | Villach             | Ernst Vettori                       | Heinz Kuttin        | Alexander Pointner       |
| 1993       | Seefeld             | Werner Rathmayr                     | Andreas Goldberger  | Ernst Vettori            |
| 1994       | Villach             | Heinz Kuttin                        | Andreas Goldberger  | Klaus Huber              |
| 1995       | nie rozegrano       | nie rozegrano                       | nie rozegrano       | nie rozegrano            |
| 1996       | Schwarzach          | Ingemar Mayr                        | Martin Höllwarth    | Andreas Goldberger       |
| 15.02.1997 | Bad Goisern         | Andreas Goldberger                  | Andreas Widhölzl    | Martin Höllwarth         |
| 1997/1998  | Eisenerz            | Andreas Widhölzl                    | Martin Höllwarth    | Mario Stecher            |
| 1998/1999  | Saalfelden          | Martin Höllwarth                    | Stefan Horngacher   | Reinhard Schwarzenberger |
| 1999/2000  | Villach             | Andreas Widhölzl                    | Andreas Goldberger  | Martin Höllwarth         |
| 07.2000    | Villach             | Andreas Goldberger                  | Manuel Fettner      | Martin Koch              |
| 28.09.2001 | Ramsau              | Andreas Widhölzl                    | Martin Höllwarth    | Wolfgang Loitzl          |
| 12.10.2002 | Villach             | Andreas Widhölzl                    | Stefan Thurnbichler | Martin Höllwarth         |
| 18.10.2003 | Ramsau              | Martin Höllwarth Christian Nagiller | –                   | Thomas Morgenstern       |
| 16.10.2004 | Villach             | Thomas Morgenstern                  | Martin Höllwarth    | Wolfgang Loitzl          |
| 15.10.2005 | Stams               | Thomas Morgenstern                  | Wolfgang Loitzl     | Andreas Kofler           |
| 14.10.2006 | Ramsau              | Gregor Schlierenzauer               | Andreas Kofler      | Wolfgang Loitzl          |
| 21.10.2007 | Oberstdorf          | Wolfgang Loitzl                     | Andreas Kofler      | Thomas Morgenstern       |
| 18.10.2008 | Villach             | Gregor Schlierenzauer               | Markus Eggenhofer   | Thomas Morgenstern       |
| 17.10.2009 | Stams               | Gregor Schlierenzauer               | Andreas Kofler      | Thomas Morgenstern       |
| 10.10.2010 | Hinzenbach          | Gregor Schlierenzauer               | Wolfgang Loitzl     | Thomas Morgenstern       |
| 2011       | nie rozegrano       | nie rozegrano                       | nie rozegrano       | nie rozegrano            |
| 07.10.2012 | Villach             | Manuel Fettner                      | Thomas Morgenstern  | Andreas Kofler           |
| 05.10.2013 | Stams               | Andreas Kofler                      | Michael Hayböck     | Manuel Fettner           |
| 12.10.2014 | Tschagguns          | Michael Hayböck                     | Stefan Kraft        | Clemens Aigner           |
| 25.10.2015 | Villach             | Stefan Kraft                        | Michael Hayböck     | Manuel Fettner           |
| 15.10.2016 | Eisenerz            | Manuel Fettner                      | Stefan Kraft        | Andreas Kofler           |
| 08.10.2017 | Villach             | Michael Hayböck                     | Stefan Kraft        | Manuel Fettner           |
| 14.10.2018 | Hinzenbach          | Michael Hayböck                     | Daniel Huber        | Clemens Aigner           |
| 19.10.2019 | Hinzenbach          | Michael Hayböck                     | Jan Hörl            | Gregor Schlierenzauer    |
| 26.09.2020 | Eisenerz            | Gregor Schlierenzauer               | Markus Schiffner    | Jan Hörl                 |
| 16.10.2021 | Stams               | Daniel Huber                        | Jan Hörl            | Markus Schiffner         |
| 15.10.2022 | Ramsau              | Stefan Kraft                        | Manuel Fettner      | Daniel Tschofenig        |
| 15.10.2023 | Hinzenbach          | Daniel Tschofenig                   | Manuel Fettner      | Stefan Kraft             |
| 10.10.2024 | Eisenerz            | Jonas Schuster                      | Jan Hörl            | Clemens Aigner           |

## Mężczyźni, drużynowo
| Data       | Miejsce       | Złoty medal                                                                         | Srebrny medal                                                                     | Brązowy medal                                                                        |
| ---------- | ------------- | ----------------------------------------------------------------------------------- | --------------------------------------------------------------------------------- | ------------------------------------------------------------------------------------ |
| 09.10.2010 | Hinzenbach    | Tyrol I Andreas Kofler Manuel Poppinger Manuel Fettner Gregor Schlierenzauer        | Górna Austria I Michael Hayböck Markus Schiffner David Unterberger Stefan Hayböck | Górna Austria II Thomas Diethart David Fallmann Johannes Obermayr Daniel Lackner     |
| 08.10.2011 | Ramsau        | Styria Florian Schabereiter Wolfgang Loitzl Elias Pfannenstill David Zauner         | Tyrol I Manuel Fettner Andreas Strolz Manuel Poppinger Gregor Schlierenzauer      | Górna Austria I Johannes Obermayr Markus Schiffner David Unterberger Michael Hayböck |
| 06.10.2012 | Villach       | Górna Austria I Thomas Diethart Stefan Hayböck Michael Hayböck Markus Schiffner     | Tyrol II Elias Tollinger Philipp Aschenwald Christoph Stauder Andreas Strolz      | Tyrol I Manuel Fettner Clemens Aigner Thomas Lackner Andreas Kofler                  |
| 2013–14    | nie rozegrano | nie rozegrano                                                                       | nie rozegrano                                                                     | nie rozegrano                                                                        |
| 24.10.2015 | Villach       | Górna Austria I Markus Schiffner Maximilian Steiner Thomas Diethart Michael Hayböck | Tyrol I Gregor Schlierenzauer Clemens Aigner Manuel Fettner Andreas Kofler        | Salzburg I Florian Altenburger Janni Reisenauer Stefan Huber Stefan Kraft            |
| 14.10.2016 | Eisenerz      | Tyrol I Andreas Kofler Elias Tollinger Clemens Aigner Manuel Fettner                | Salzburg I Daniel Huber Janni Reisenauer Florian Altenburger Stefan Kraft         | Górna Austria I Thomas Diethart Maximilian Steiner Markus Schiffner Michael Hayböck  |

## Kobiety, skocznia duża
| Data       | Miejsce       | Złoty medal                | Srebrny medal          | Brązowy medal   |
| ---------- | ------------- | -------------------------- | ---------------------- | --------------- |
| 2000/2001  | Stams         | Daniela Iraschko           | Eva Ganster            | Magdalena Kubli |
| 2001       | Stams         | Daniela Iraschko           | Eva Ganster            | Magdalena Kubli |
| 2002–2017  | nie rozegrano | nie rozegrano              | nie rozegrano          | nie rozegrano   |
| 11.10.2018 | Bischofshofen | Eva Pinkelnig              | Daniela Iraschko-Stolz | Chiara Hölzl    |
| 2019       | nie rozegrano | nie rozegrano              | nie rozegrano          | nie rozegrano   |
| 27.09.2020 | Bischofshofen | Chiara Hölzl               | Daniela Iraschko-Stolz | Eva Pinkelnig   |
| 17.10.2021 | Innsbruck     | Eva Pinkelnig              | Daniela Iraschko-Stolz | Sophie Sorschag |
| 16.10.2022 | Bischofshofen | Eva Pinkelnig              | Chiara Kreuzer         | Marita Kramer   |
| 12.10.2023 | Bischofshofen | Eva Pinkelnig              | Marita Kramer          | Chiara Kreuzer  |
| 13.10.2024 | Bischofshofen | Jacqueline Seifriedsberger | Lisa Eder              | Marita Kramer   |

## Kobiety, skocznia normalna
| Data       | Miejsce       | Złoty medal                  | Srebrny medal              | Brązowy medal              |
| ---------- | ------------- | ---------------------------- | -------------------------- | -------------------------- |
| 2000       | Villach       | Daniela Iraschko             | Eva Ganster                |                            |
| 2000/2001  | Villach       | Daniela Iraschko             | Eva Ganster                | Sandra Kaiser              |
| 28.09.2001 | Ramsau        | Daniela Iraschko Eva Ganster | –                          | Katrin Stefaner            |
| 2002       | Villach       | Eva Ganster                  | Daniela Iraschko           | Katrin Stefaner            |
| 18.10.2003 | Ramsau        | Daniela Iraschko             | Magdalena Kubli            | Katrin Stefaner            |
| 16.10.2004 | Villach       | Daniela Iraschko             | Eva Ganster                | Tanja Drage                |
| 2005       | nie rozegrano | nie rozegrano                | nie rozegrano              | nie rozegrano              |
| 14.10.2006 | Ramsau        | Daniela Iraschko             | Jacqueline Seifriedsberger | Tanja Drage                |
| 21.10.2007 | Oberstdorf    | Jacqueline Seifriedsberger   | Tanja Drage                | Esther Steindl             |
| 18.10.2008 | Villach       | Daniela Iraschko             | Jacqueline Seifriedsberger | Katharina Keil             |
| 17.10.2009 | Stams         | Daniela Iraschko             | Jacqueline Seifriedsberger | Katharina Keil             |
| 10.10.2010 | Hinzenbach    | Daniela Iraschko             | Jacqueline Seifriedsberger | Katharina Keil             |
| 2011       | nie rozegrano | nie rozegrano                | nie rozegrano              | nie rozegrano              |
| 07.10.2012 | Villach       | Daniela Iraschko             | Jacqueline Seifriedsberger | Katharina Keil             |
| 05.10.2013 | Stams         | Daniela Iraschko             | Jacqueline Seifriedsberger | Elisabeth Raudaschl        |
| 12.10.2014 | Tschagguns    | Daniela Iraschko-Stolz       | Chiara Hölzl               | Jacqueline Seifriedsberger |
| 25.10.2015 | Villach       | Chiara Hölzl                 | Jacqueline Seifriedsberger | Eva Pinkelnig              |
| 15.10.2016 | Eisenerz      | Jacqueline Seifriedsberger   | Elisabeth Raudaschl        | Julia Huber                |
| 08.10.2017 | Villach       | Chiara Hölzl                 | Jacqueline Seifriedsberger | Elisabeth Raudaschl        |
| 14.10.2018 | Hinzenbach    | Eva Pinkelnig                | Daniela Iraschko-Stolz     | Jacqueline Seifriedsberger |
| 19.10.2019 | Hinzenbach    | Eva Pinkelnig                | Chiara Hölzl               | Marita Kramer              |
| 26.09.2020 | Eisenerz      | Daniela Iraschko-Stolz       | Eva Pinkelnig              | Sophie Sorschag            |
| 16.10.2021 | Stams         | Daniela Iraschko-Stolz       | Eva Pinkelnig              | Sophie Sorschag            |
| 15.10.2022 | Ramsau        | Eva Pinkelnig                | Marita Kramer              | Chiara Kreuzer             |
| 15.10.2023 | Hinzenbach    | Jacqueline Seifriedsberger   | Marita Kramer              | Lisa Eder                  |
| 10.10.2024 | Eisenerz      | Lisa Eder                    | Eva Pinkelnig              | Jacqueline Seifriedsberger |